# David Jackman
David Jackman ist ein britischer Musiker und Videokünstler, der in den 1980er Jahren im Zuge der Industrial-Bewegung aktiv wurde. Er tritt auch mit anderen Musikern, zumeist aber allein, unter dem Namen Organum in Erscheinung.

## Musikalischer Werdegang
Zwischen 1969 und 1972 war er Mitglied von Cornelius Cardews Scratch Orchestra. 1979 fing er an, im Zuge des sich entwickelnden Tape Undergrounds Kleinstauflagen von Kassetten unter dem Pseudonym Monoplane zu vertreiben. Zu dieser Zeit entstanden seine Stücke aus mehrfach übereinander geschichteten Tapeloops, die er auf ein Tonbandgerät übertrug. Seit 1983 verwendet er das Pseudonym Organum und veröffentlichte unter diesem Namen Schallplatten auf unterschiedlichen Labels in Europa und seinem eigenen Label Aeroplane Records. Die meisten seiner Veröffentlichungen sind kurz und erschienen auf einseitigen Singles oder EPs. Er begründet das mit seinem Hörverhalten aus der Zeit der Doppelalben, die ihm als Format nicht zusagten.

## Musik
David Jackman sieht sich ausdrücklich in der Tradition des Drone verankert. Seine Musik ist beeinflusst von keltischem und indianischem Bordun, wie auch dem japanischen Gagaku. Als weitere Einflüsse nennt er das wöchentliche Hören der AMM-Sessions in den frühen 1970er Jahren. Die Musik des Tibetischen Buddhismus inspirierte ihn aufgrund ihrer untemperierten Texturhaftigkeit. Namentlich erscheinen als Einflüsse Glenn Branca und Rhys Chatham.

## Zusammenarbeiten
Organum wurde zu einer Plattform für Musiker wie Z'EV, Nurse With Wound, Christoph Heemann, Robert Hampson, Jim O’Rourke, Michael Prime von Morphogenesis, Eddie Prévost (AMM), Andrew Chalk und die Noise-Künstler The New Blockaders. Die Single Breakthrough wurde für die Geräuschperformance-Band The Haters gemacht (ohne GX Jupitter-Larsen, der die Single aber mochte). Prévost, Stapleton und Heemann veröffentlichten Organum-Alben auch auf ihren eigenen Labels.

## Artwork
Mit seiner Artwork bezieht sich Jackman auf die Skulptur-Minimalisten. Meist handelt es sich um bunte surreale und akribisch angefertigte Collagen oder umgekehrt betont sachliche Artwork, bis hin zu vollständigem Fehlen von Artwork für manche seiner Produktionen. Die umfangreiche komplette Diskografie (Stand: 2006) mit Reproduktionen aller Artworks kann in einem zehnteiligen PDF von den Homepages heruntergeladen werden.

## Diskografie (Auswahl)
- 1982: David Jackman & Philip Sanderson – 0° North (Kassette, Aeroplane)
- 1983: Pulp / Icon (Kassette, C30)
- 1985: Tower of Silence (12", L.A.Y.L.A.H. Antirecords)
- 1986: Horii (12", L.A.Y.L.A.H. Antirecords)
- 1986: Nurse With Wound / Organum – A Missing Sense / Rasa (United Dairies)
- 1987: Organum / Eddie Prévost – Crux / Flayed (Silent Records)
- 1987: Vacant Lights (Aeroplane)
- 1987: Ikon (Aeroplane)
- 1988: Submission (United Dairies)
- 1989: Sol Mara (Kassette, Dom Bartwuchs)
- 1992: Live Vol. 1 (Kassette, Aeroplane)
- 1994: Sphyx (Aeroplane)
- 1994: Veil of Tears (CD, Matchless Recordings)
- 1999: Birds' Wings Were Glued to Their Bodies and Their Feet Froze to the Ground (CD, Die Stadt)
- 2004: Organum / Z'EV – Tocsin -6 Thru +2 (CD, Die Stadt)
- 2006: Amen (CD, Die Stadt)
- 2006: Sanctus (CD, Robot Records)
- 2007: Omega (CD, Die Stadt)
- 2008: Organum / Z'EV – Temporal (CD, Die Stadt)
- 2010: Sorow (CD, Siren Records)